# Pheeroan akLaff
Pheeroan akLaff (27. januar 1955 i Detroit, USA) er en amerikansk freejazztrommeslager.
akLaff har spillet med Cecil Taylor, Andrew Hill, Reggie Workman, Mal Waldron og flere andre i freejazz genren.
Han har lavet en snes soloplader i eget navn på pladeselskaberne Grammavision, Mu Works, Modern Masters, Black Saint og Universal Sound.

## Diskografi
- Fits Like a Glove
- House of Spirit
- Clevont Fitzhubert
- Prophet
- Sonogram
- Global Mantras
- Brooklyn Waters